# Las Aguamitas
Las Aguamitas är en ort i Mexiko.   Den ligger i kommunen Navolato och delstaten Sinaloa, i den västra delen av landet, 1 100 km nordväst om huvudstaden Mexico City. Las Aguamitas ligger 6 meter över havet och antalet invånare är 1 629.
Terrängen runt Las Aguamitas är mycket platt. Havet är nära Las Aguamitas åt sydväst. Runt Las Aguamitas är det ganska tätbefolkat, med 155 invånare per kvadratkilometer. Närmaste större samhälle är Altata, 14,7 km väster om Las Aguamitas. Trakten runt Las Aguamitas består huvudsakligen av våtmarker.